# Yellow Dog Linux
Yellow Dog Linux – dystrybucja systemu operacyjnego GNU/Linux dla komputerów z procesorem PowerPC (np. komputery Amiga, wcześniejsze modele Apple Macintosh z procesorami Motorola czy konsola Sony PlayStation 3).

## Historia
Pierwsze wydanie w roku 1999. W ramach dystrybucji Yellow Dog Linux stworzono system zarządzania pakietami YUM. Obecnie aktualne wersje to 6.2 i 5.0 w przypadku procesora G3.

## Charakterystyka
Yellow Dog Linux bazuje na dystrybucji Red Hat Enterprise Linux/CentOS core i korzysta z pakietów RPM. Yellow Dog Linux pozwala użytkownikom na uruchomienie takich programów jak Ekiga (program korzystający z technologii VoIP umożliwiający video rozmowy), GIMP (program do grafiki rastrowej), Gnash (darmowy odpowiednik Adobe Flash Playera), gThumb (przeglądarka zdjęć), Mozilla Firefox (przeglądarka internetowa), Mozilla Thunderbird (klient poczty elektronicznej), OpenOffice.org (pakiet biurowy), Pidgin (multi-komunikator internetowy i klient IRC), Rhythmbox (odtwarzacz muzyczny), Noatun i Totem (odtwarzacze multimedialne).
YDL od wersji 5.0 (nazwa kodowa ‘Phoenix’) ma ustawione jako domyślne środowisko graficzne Enlightenment, można także uruchomić inne środowiska, m.in. XFCE, Gnome i KDE.